# Synagoge (Luschki)

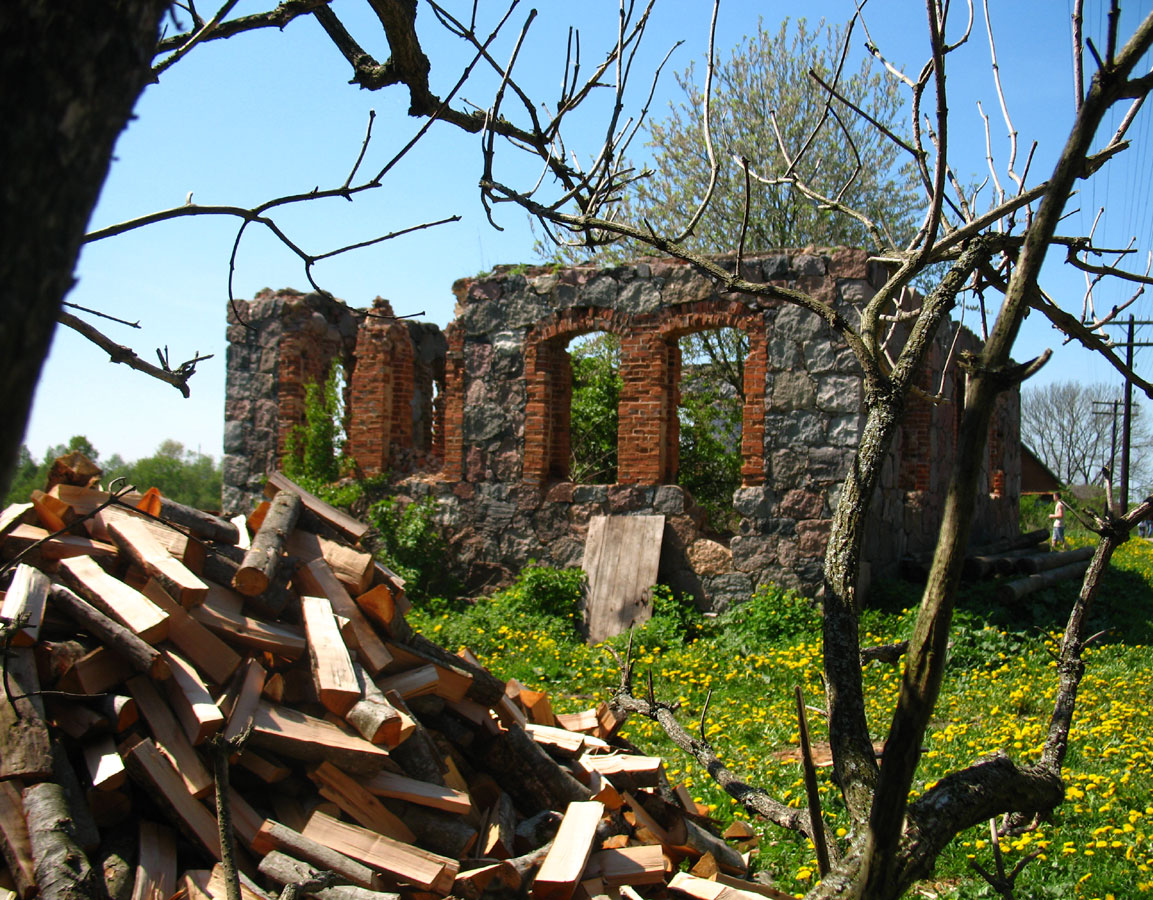
Ruine der Synagoge in Luschki (2007)

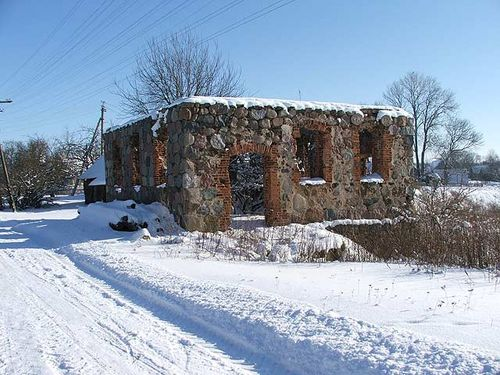
Ruine der Synagoge in Luschki (2007)

Die Synagoge in Luschki (polnisch Łużki, belarussisch Лужкі), einem belarussischen Ort in der Wizebskaja Woblasz, wurde im 19. Jahrhundert errichtet. Heute steht nur noch die Ruine der Synagoge.
In Luschki war vor 1941 der Anteil der jüdischen Bevölkerung sehr hoch. Der überwiegende Teil der jüdischen Bevölkerung wurde von den deutschen Besatzern während des Holocausts ermordet.